# Rachel Banham
Rachel Banham (Lakeville, 15 luglio 1993) è una cestista statunitense, professionista nella WNBA.

## Carriera
È stata selezionata dalle Connecticut Sun al primo giro del Draft WNBA 2016 (4ª scelta assoluta).